# Marion Dönhoff
Dr. Marion Hedda Ilse Dönhoff grófnő (Friedrichstein, Königsbergtől keletre, 1909. december 2. – Friesenhagen, 2002. március 11.) német újságíró, az államtudomány doktora (Dr. rer. Pol.) A második világháború utáni Németország egyik legjelentősebb publicistája, a Die Zeit főszerkesztője és egyik kiadója.

## Életpályája
Apai nagyapja, August Heinrich Hermann von Dönhoff gróf, porosz diplomata volt, apja, August von Dönhoff szintén diplomataként kezdte pályafutását, és 1881-ben a Német Konzervatív Párt képviselője lett a Reichstagban. Édesanyja, Auguszta Viktória német császárné udvarhölgye volt. Marion, a család hetedik és legkisebb gyermeke egészen más életet választott magának. Tízéves volt, amikor meghalt édesapja.
Potsdamban érettségizett, a Königsbergi Egyetemen kezdett 1931-ben közgazdaságtant tanulni, de a téli szemesztert már Frankfurtban folytatta. Az egyetemen kerülte a barnainegeseket, a baloldali diáktársakkal szimpatizált, ezért „vörös grófnő” volt a beceneve. Ugyanakkor három bátyja közül kettő belépett a Nemzetiszocialista Német Munkáspártba. Amikor Hitler birodalmi kancellár lett, elhagyta Németországot és Bázelban folytatta tanulmányait. 1935-ben államtudományi doktorátust szerzett (Dr. rer. Pol.). A megváltozott politikai helyzet ellenére is visszatért Kelet-Poroszországba. 1939 és 1945 között ő igazgatta a családi birtokot Quittainenben, Varmia-mazúriai vajdaságban.
1941 szeptemberében, miután Németország megtámadta a Szovjetuniót, unokatestvérével, Sissi Lehndorffal bejárta Mazúriát. A Ritt durch Masuren könyvében állított emléket hazájának.
Többször járt Svájcban, hogy felvegye a kapcsolatot Carl Jacob Burckhardt-tal, de a találkozás nem sikerült. Kapcsolatban volt a kreisaui kör tagjaival, akik számára titkos üzeneteket közvetített. Bár tervezett akciójukba nem avatták be, de közvetetten részt vett a Hitler elleni merénylet előkészítésében. Unokatestvérét, Heinrich von Lehndorffot kivégezték a merényletben való részvételért. Náci nagybátyja, Bogislav Dönhoff, aki ellenséges viszonyban állt a családdal, feljelentette Mariont és a birodalmi törvényszékig vitte az ügyet. A Gestapo kihallgatta Mariont, de mivel egyetlen listán sem szerepelt neve, elengedték.
1945. január 22-re virradó éjszaka elmenekült az egészen közel járó Vörös Hadsereg csapatai elől Pasłękbe. Onnan indult egy kísérővel, lóháton nyugat felé. Az 1200 km-es utat 7 hét alatt tette meg. Először Alfeldbe érkezett. Szomszédjával, Gottfried von Cramm-mal két memorandumot fogalmazott meg a nyugati szövetségesek számára a háború utáni helyzet kezelésére, és amelyben leírták a Hitler elleni ellenállást saját szemszögükből. A jegyzékekre felfigyelt az amerikai titkosszolgálat egyik tisztje, Jayes H. Hatcliff jr. Beszélgetésre hívta meg őket, és azt a megjegyzést írta fel, hogy a két szóban forgó személy minden tekintetben hasznára lehet a nyugati szövetségeseknek.
A memorandumokat olvasták a Die Zeit alapítói is, és 1946-ban meghívták az újsághoz. Marion Dönhoff szabad akart maradni, szerződés nélkül dolgozott élete végéig a hetilapnál. Nyelvtudása, kapcsolatai és külföldi utazásai segítették munkájában. 1955-től főszerkesztő helyettes és a politikai rovat vezetője. A politikáról nem csak írt, de bele is szólt. 1955-ben Konrad Adenauert kísérte el moszkvai útjára, amelynek eredményeként nagyköveteket cserélt a két ország, és hazatérhetett az utolsó tízezer német hadifogoly. Élesen bírálta Adenauert, és következetesen kiállt a kompromisszumokra hajló keleti politika mellett. Bár egykori szűk hazáját (Kelet-Poroszországot) elvesztette, fontos volt számára a megbékélés Lengyelországgal. 1968. július 1-től az újság főszerkesztője. A Die Zeit segítette Willy Brandt kancellárrá választását 1969-ben. Nem csak a politikában, de emberileg is közel állt Dönhoff és Brandt egymáshoz. 1971-ben Dönhoff kapta a német könyvszakma békedíját, mert támogatta a lengyel–német megbékéléshez vezető politikát. 1972. december 31-én lemondott a főszerkesztői posztjáról, és kiadója lett a hetilapnak.

## Írásai
- In Memoriam 20. Juli 1944. Den Freunden zum Gedächtnis
- Namen die keiner mehr nennt
- Die Bundesrepublik in der Ära Adenauer. Kritik und Perspektiven
- Deutsche Außenpolitik von Adenauer bis Brandt
- Menschen, die wissen, worum es geht. Politische Schicksale 1916–1976
- Von gestern nach übermorgen
- Amerikanische Wechselbäder. Beobachtungen und Kommentare aus vier Jahrzehnten
- Weit ist der Weg nach Osten
- Reise in ein fernes Land: Bericht über Kultur, Wirtschaft und Politik in der DDR (Rudolf Walter Leonhardt és Theo Sommer társszerzőkkel)
- Preußen. Maß und Maßlosigkeit
- Kindheit in Ostpreußen
- Gestalten unserer Zeit: Politische Portraits
- Versöhnung: Polen und Deutsche. Die schwierige Versöhnung. Betrachtungen aus drei Jahrzehnten
- Weil das Land sich ändern muß. Manifest I
- Weil das Land Versöhnung braucht. Manifest II
- Im Wartesaal der Geschichte. Vom Kalten Krieg zur Wiedervereinigung
- Um der Ehre Willen. Erinnerungen an die Freunde vom 20. Juli
- Zivilisiert den Kapitalismus. Grenzen der Freiheit
- Der Effendi wünscht zu beten. Reisen in die vergangene Fremde
- Menschenrecht und Bürgersinn
- Macht und Moral. Was wird aus der Gesellschaft?
- Deutschland, deine Kanzler. Die Geschichte der Bundesrepublik 1949–1999
- Vier Jahrzehnte politischer Begegnungen
- Was mir wichtig war. Letzte Aufzeichnungen und Gespräche
- Ritt durch Masuren, aufgeschrieben 1941
- Ein wenig betrübt, Ihre Marion. Marion Gräfin Dönhoff und Gerd Bucerius. Ein Briefwechsel aus fünf Jahrzehnten
- Reisebilder. Fotografien und Texte aus vier Jahrzehnten (posztumusz)